# Ключ 132
Ключ 132 (трад. и упр. 自) — ключ Канси со значением «себя (сам)»; один из 29, состоящих из шести штрихов.
В словаре Канси есть 34 символа (из 49 030), которые можно найти c этим радикалом.

## История
Древняя идеограмма передает расовую особенность типа носа людей с очень широким переносьем — людей, создавших китайскую письменность.
В современном языке для обозначения носа употребляется более сложный иероглиф, а настоящий используется в значениях: «сам, лично, самолично, сознательно, само собою» и др.
В качестве ключевого знака иероглиф используется редко.

Вид в Цзиньвэнь
Вид в Цзягувэнь
Вид в большой печати Чжуаньшу
Вид в малой печати Чжуаньшу

В словарях находится под номером 132.

## Примеры иероглифов
| Доп. штрихи | Иероглифы |
| ----------- | --------- |
| 0           | 自        |
| 1           | 臫        |
| 4           | 臬 臭     |
| 6           | 臮 臯 臰  |
| 9           | 臱        |
| 10          | 臲        |

- Примечание: Ваш браузер может отображать иероглифы неправильно.